# Brachicoma chihuahuensis
Brachicoma chihuahuensis är en tvåvingeart som först beskrevs av Townsend 1892.  Brachicoma chihuahuensis ingår i släktet Brachicoma och familjen parasitflugor. Inga underarter finns listade.